# Juwon Oshaniwa
Juwon Oshaniwa (Ilorin, 14 settembre 1990) è un ex calciatore nigeriano, di ruolo difensore.

## Palmarès

### Nazionale
- Coppa d'Africa: 1

Sudafrica 2013